# Arrhopalites amarus
Arrhopalites amarus är en urinsektsart som beskrevs av Christiansen 1966. Arrhopalites amarus ingår i släktet Arrhopalites och familjen Arrhopalitidae. Inga underarter finns listade i Catalogue of Life.